# 劉澤深
劉澤深（？—？），字涵之，號警圓，河南陳州府扶溝縣人，明朝政治人物。同進士出身，官至刑部尚書。

## 生平
萬曆二十八年（1600年），鄉試中舉。萬曆二十九年（1601年），登辛丑科進士，工部觀政，三十年授密雲縣知縣，三十二年改元氏縣知縣，三十六年因政績升任刑部廣西司主事，三十八年江南恤刑，四十年升员外郎，升山西司郎中。四十一年升寧國知府，調任直隸永平府知府。四十五年升山西永平兵备副使，四十七年升湖廣布政使司參政。天啓二年丁憂，五年起補山西參政，因功升任陝西按察使，六年升陝西右布政使，七年升山西左布政使、順天府府尹。
崇祯元年（1628年）升都察院右副都御史、巡抚南赣，三年被劾回籍。崇禎十年，升任兵部侍郎。崇禎十三年（1640年），任刑部尚書，卒於任內。贈太子太保。

## 家族
曾祖劉進勳。祖父劉君徹。父劉正鵠，庠生。